# Bobrówka (dopływ Tyśmienicy)
Bobrówka – rzeka, prawoboczny dopływ Tyśmienicy. Początkiem Bobrówki jest jezioro Gumienko. Kilka kilometrów od źródła do Bobrówki wpadają Piwonia Górna i bezimienny ciek z Jeziora Zagłębocze. Następnie w okolicach miejscowości Komarówka przecina Kanał Wieprz-Krzna. Potem opływa od strony wschodniej, północnej i zachodniej Jezioro Tomaszne, a kilka kilometrów dalej uchodzi do niej Piwonia Południowa. Później Bobrówkę zasila rzeka Bobryk. Około 8 km dalej przyjmuje dopływ z Jeziora Miejskiego. 1 km dalej Bobrówka rozlewa się tworząc Jezioro. Około 2 km dalej zasila stawy rybne, a naprzeciwko wsi Tyśmienica wpada do Tyśmienicy.

## Wsie leżące nad Bobrówką
- Komarówka
- Nowy Orzechów
- Orzechów-Kolonia
- Stary Uścimów
- Drozdówka
- Jedlanka
- Stara Jedlanka
- Rudka Starościańska